# Route 415 (Terre-Neuve-et-Labrador)
Pour les articles homonymes, voir Route 415.
La route 415 est une route tertiaire de la province de Terre-Neuve-et-Labrador d'orientation nord-sud située dans le nord de l'île de Terre-Neuve, sur la péninsule Baie Verte. Elle est une route très faiblement empruntée reliant la route 414 à Nippers Harbour, situé sur l'est de la péninsule. Route alternative de la route 410 et de la 414, elle est nommée Nippers Harbour Road, mesure 17 kilomètres, et est une route de gravier sur l'entièreté de son tracé.

## Communautés traversées
- Nippers Harbour